# Canton de Marcigny
Le canton de Marcigny est une ancienne division administrative française, située dans le département de Saône-et-Loire en région Bourgogne-Franche-Comté.

## Géographie
Ce canton était organisé autour de Marcigny dans l'arrondissement de Charolles. Son altitude variait de 233 m pour Vindecy à 417 m pour Saint-Martin-du-Lac, avec une moyenne de 274 m.

## Histoire
- De 1833 à 1848, les cantons de Marcigny et de Semur-en-Brionnais avaient le même conseiller général. Le nombre de conseillers généraux était limité à 30 par département[1].

- Le canton est supprimé par le décret du 18 février 2014 qui entre en vigueur lors des élections départementales de mars 2015[2]. Il est englobé dans le canton de Paray-le-Monial.

## Représentation

### Conseillers d'arrondissement (de 1833 à 1940)
| Période                                  | Période | Identité                               | Étiquette       | Qualité |
| ---------------------------------------- | ------- | -------------------------------------- | --------------- | --- |
| 1833                                     | 1848    | Philippe Tuloup                        | Constitutionnel | Géomètre à Artaix                                                                                           |
| 1848                                     | 1852    | Laurent Lamy                           |                 | Avocat, propriétaire, maire d'Anzy-le-Duc                                                                   |
| 1852                                     | 1867    | M. Buchez                              |                 | Propriétaire, avocat, suppléant de la justice de paix, propriétaire à Saint-Martin-du-Lac                   |
| 1867                                     | 1871    | Théophile Aubery (1830-1904)           |                 | Notaire, maire de Marcigny                                                                                  |
| 1871                                     | 1877    | M. Morier                              |                 | Géomètre, maire de Molay                                                                                    |
| 1877                                     | 1889    | Jean-Baptiste Moïse Merlin (1846-1916) | Républicain     | Propriétaire à Artaix                                                                                       |
| 1889                                     | 1898    | Philippe Reuillet (1831-1913)          | Républicain     | Propriétaire, maire de Chenay-le-Châtel                                                                     |
| 1898                                     | 1910    | Jean-Baptiste Canis                    | Radical         | Agriculteur à Artaix                                                                                        |
| 1910                                     | 1911    | François Daniel                        | Radical         | Maire de Marcigny                                                                                           |
| 27 mars 1911                             | 1919    | Antoine Pommier                        | Radical         | Constructeur agricole, maire de Vindecy                                                                     |
| 1919                                     | 1925    | François Guichard                      | Radical         | Cultivateur, maire de Saint-Martin-du-Lac                                                                   |
| 1925                                     | 1934    | Claude Fénéon (1875-1943)              | SFIO            | Cultivateur, maire d'Anzy-le-Duc                                                                            |
| 1934                                     | 1940    | Auguste Charpin (1899-1982)            | SFIO            | Maire de Chambilly                                                                                          |
| 1940                                     |         |                                        |                 | Les conseils d'arrondissement ont été suspendus par la loi du 12 octobre 1940 et n'ont jamais été réactivés |
| Les données manquantes sont à compléter. |         |                                        |                 | |

### Conseillers généraux de 1833 à 2015
| Période | Période          | Identité                        | Étiquette             | Qualité |
| ------- | ---------------- | ------------------------------- | --------------------- | --- |
| 1833    | 1842             | Claude Terrion                  |                       | Maire de Semur-en-Brionnais (1830-1848)                                                                                     |
| 1842    | 1852             | Jacques Reverchon               | Gauche                | Maire de Marcigny Représentant du peuple (1848-1849)                                                                        |
| 1852    | 1855             | Claude Victor Circaud-Lavarenne |                       | Propriétaire, adjoint au Maire de Marcigny                                                                                  |
| 1855    | 1867             | Claude Dupuy des Claines        |                       | Ancien officier, propriétaire Maire de Marcigny                                                                             |
| 1867    | 1870             | Edmond Pic (1834-1887)          |                       | Propriétaire à Digoin, avocat, juge de paix à Marcigny                                                                      |
| 1870    | 1871             | François Tuloup                 | Républicain           | Géomètre-expert à Artaix |
| 1871    | 1879 (décès)     | Gilbert Sorlin                  | Républicain           | Notaire, Maire de Marcigny                                                                                                  |
| 1879    | 1889             | Léon Thomas                     |                       | Propriétaire, maire de Saint-Martin-du-Lac (1870-1882)                                                                      |
| 1889    | 1895             | François Billon                 | Républicain           | Pharmacien, maire de Marcigny                                                                                               |
| 1895    | 1896 (démission) | Eugène Bailly                   | Républicain           | Propriétaire à Melay |
| 1896    | 1910 (décès)     | Léon Thomas                     |                       | Juge de paix à Mâcon |
| 1911    | 1919             | François Daniel                 | Rad.                  | Maire de Marcigny, conseiller d'arrondissement                                                                              |
| 1919    | 1925             | Antoine Pommier                 | Rad.                  | Constructeur agricole Maire de Vindecy (1900-1925), conseiller d'arrondissement                                             |
| 1925    | 1940             | François Guichard               | Rad.                  | Propriétaire-cultivateur Maire de Saint-Martin-du-Lac, conseiller d'arrondissement                                          |
|         |                  |                                 |                       | |
| 1945    | 1949             | Jean-François Mordant           | SFIO                  | Électricien Conseiller municipal de Marcigny                                                                                |
| 1949    | 1967 (décès)     | Georges Poncet                  | Rad.                  | Négociant en peaux, maire de Marcigny                                                                                       |
| 1967    | 1985             | Paul Duraffour                  | Rad. puis MRG         | Maître des requêtes au Conseil d'État Député (1962-1986) Maire d'Anzy-le-Duc                                                |
| 1985    | 2015             | Jacques Rebillard               | DVG puis PRG puis DVG | Agriculteur, ingénieur agronome Député (1997-2002) Vice-président du Conseil régional depuis 2004 Saint-Didier-en-Brionnais |

## Composition
Le canton de Marcigny comprenait douze communes.
| Communes            | Population (2012) | Code postal | Code Insee |
| ------------------- | ----------------- | ----------- | ---------- |
| Anzy-le-Duc         | 439               | 71110       | 71011      |
| Artaix              | 392               | 71110       | 71012      |
| Baugy               | 479               | 71110       | 71024      |
| Bourg-le-Comte      | 209               | 71110       | 71048      |
| Céron               | 284               | 71110       | 71071      |
| Chambilly           | 518               | 71110       | 71077      |
| Chenay-le-Châtel    | 396               | 71340       | 71123      |
| Marcigny            | 1 936             | 71110       | 71275      |
| Melay               | 835               | 71340       | 71291      |
| Montceaux-l'Étoile  | 256               | 71110       | 71307      |
| Saint-Martin-du-Lac | 257               | 71110       | 71453      |
| Vindecy             | 260               | 71110       | 71581      |

## Démographie
| 1962  | 1968  | 1975  | 1982  | 1990  | 1999  | 2006  | 2009  |
| ----- | ----- | ----- | ----- | ----- | ----- | ----- | ----- |
| 7 378 | 7 836 | 7 454 | 7 135 | 6 556 | 6 185 | 6 261 | 6 358 |

## Sources et bibliographie
- Raymond Oursel, Le canton de Marcigny, revue « Images de Saône-et-Loire » n° 95 (septembre 1993), pp. 2-8.